# Master of Darkness
Master of Darkness (イン ザ ウエイク オブ ヴァンパイア? In the Wake of Vampire) è un videogioco a piattaforme sviluppato da SIMS e pubblicato nel 1992 da SEGA per Game Gear e Sega Master System. Commercializzato nel mercato statunitense con il titolo Vampire: Master of Darkness, il gioco è considerato la risposta della SEGA alla serie Castlevania. Il videogioco è stato convertito per Nintendo 3DS e distribuito tramite Virtual Console.

## Trama
Ambientato nella Londra del XIX secolo, il protagonista è lo scienziato Ferdinand Social che deve affrontare il Conte Dracula per fermare una serie di omicidi.